# MacBook

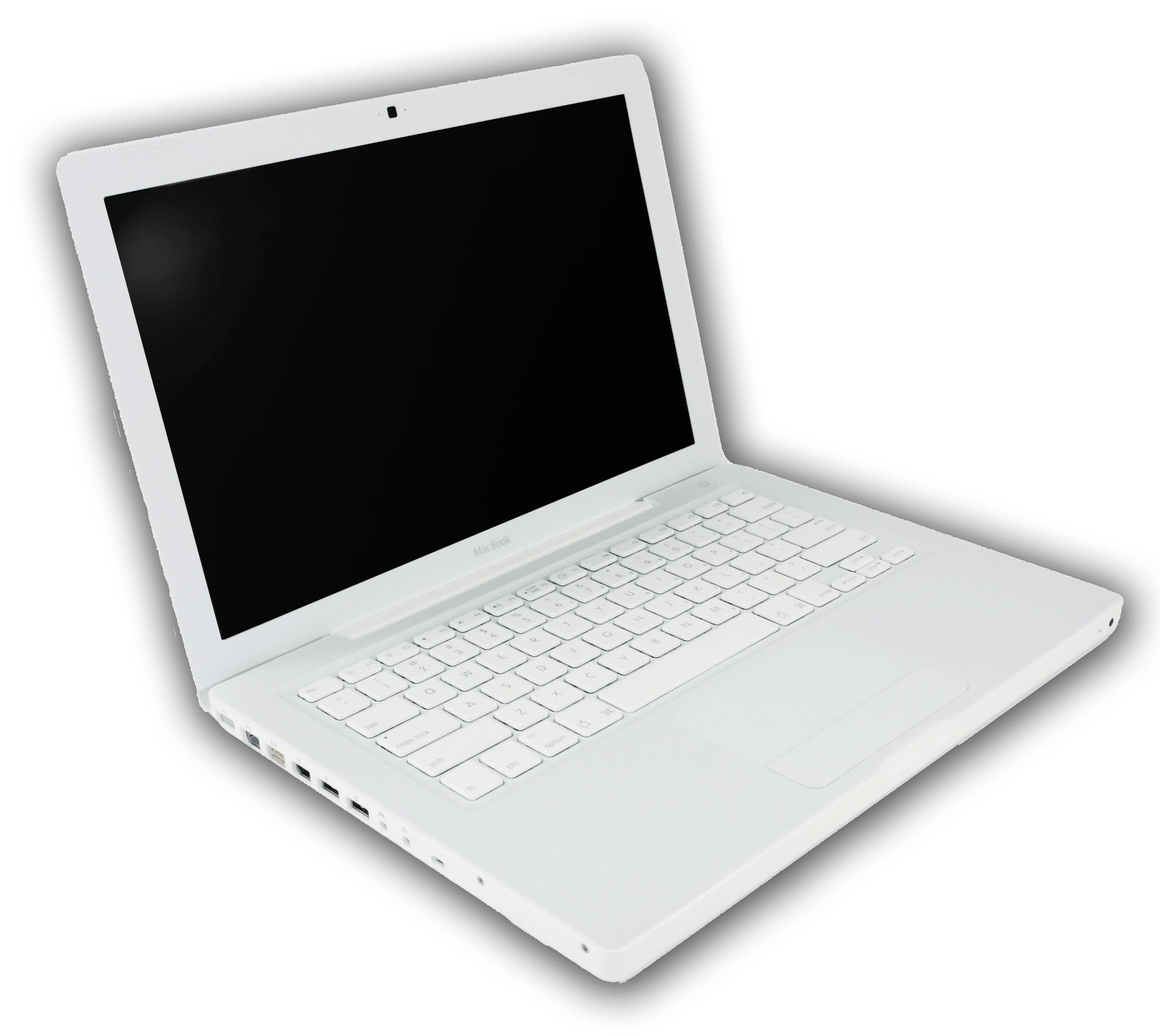
Un Macbook alb

Macbook este o serie de calculatoare portabile produse de Apple, Inc care a înlocuit seria iBook G4.
Prima serie a fost lansată pe 16 mai 2006 și folosea procesorul Intel Core Duo, care a fost îmbunătățit ulterior cu un Intel Core 2 Duo.
Cea mai noua serie a ieșit pe piață pe 18 mai 2010 și folosește video card-ul Nvidia 320m.

### MacBook-ul original (2006)
Modelul MacBook a debutat pentru prima oară în 16 mai 2006, imediat după tranziția făcută de către Apple în a-și muta toate computerele de la folosirea procesorului PowerPC, făcut de către IBM, la procesoare tip x86, făcute de către Intel. Acesta a fost singurul Macbook disponibil atât în alb cât și în negru.
La început, procesoarele disponibile au fost numai cele din familia Intel Core Duo, toate fiind dual-core, dar numai 32 de biți. La o actualizare succesivă au fost disponibile procesoarele Intel Core 2 duo, acestea având o arhitectură pe 64 de biți, mărind astfel considerabil performanța laptop-ului. 
Apple a fost criticat la lansarea acestui laptop mult datorită faptului că nu a inclus o placă video dedicată, MacBook-ul bazându-se doar pe placa video integrată pe placa de bază, aceasta fiind Intel GMA 950, unde memoria video este împărțită cu memoria sistemului (RAM), cunoscută că nu ar fi tocmai performantă, mai ales având în vedere prețul computerului în care a fost inclusă.

#### MacBook Unibody (2009)
În anul 2009, Apple a actualizat substanțial MacBook-ul, dându-i un nou design de tip unibody, unde carcasa este făcută dintr-un singur mulaj de plastic, spre deosebire de mai multe bucăți creând o carcasă, astfel încât designul a devenit mai subțire și mai atrăgător totodată fiind mai rezistent. Au fost actualizate și componentele interne, procesorul rămânând tot de tip Intel Core 2 Duo, dar de o generație mai nouă. În schimb, placa video a fost actualizată semnificativ, Apple renunțând la utilizarea plăcii integrate de la Intel în favoarea unei plăci considerabil mai performantă de la Nvidia (GT 320m).

### Sfârșitul
MacBook-ul alb a fost scos de pe piață în vara anului 2011 în favoarea MacBook Air, care fusese actualizat cu procesoare și plăci grafice mai performante (de asemenea portabilitatea fiind crescută semnificativ prin greutatea lui mult mai redusă de doar 1.35 kg, grosimea de doar 17mm la cel mai gros capăt și 3mm la cel mai subțire, față de 28mm și 2.1 kg), astfel nemaiavând nevoie de încă un laptop de 13" precum MacBook-ul din plastic.

## Legături externe
Cum sa intretii corect MacBook Air M4 pentru o durata de viata extinsa